# ديفيد هويل (قسيس)
ديفيد هويل (بالإنجليزية: David Hoyle)‏ هو قسيس بريطاني، ولد في 1957.